# Скугравы, Вацлав
Вацлав Скугравы (чеш. Václav Skuhravý; 16 января 1979, Слани, Чехословакия) — чешский хоккеист, нападающий. Чемпион Чехии 2009 года. Участник чемпионата мира 2008 года. Известен по выступлениям за клуб чешской Экстралиги «Карловы-Вары».

## Биография
Вацлав Скухравы начал свою карьеру в 1999 году, дебютировав в Экстралиге за «Карловы-Вары». Сезон 1999/2000 он провёл в чешской второй лиге за «Итонг Брно». Следующие два сезона играл за «Кладно». Летом 2002 года вернулся в «Карловы-Вары», в котором отыграл почти всю свою карьеру. В 2009 году в качестве капитана привёл «Карловы-Вары» к первому в истории клуба титулу чемпионов Чехии. В Экстралиге также играл за команды «Литвинов» и «Ческе-Будеёвице».
С 2005 по 2009 год играл за сборную Чехии. Был участником чемпионата мира 2008 года, на котором сыграл 2 матча.

## Достижения
- Чемпион Экстралиги 2009
- Серебряный призёр Экстралиги 2008

## Статистика
- Экстралига — 1041 игра, 500 очков (224 шайбы + 276 передач)
- Первая чешская лига — 193 игры, 110 очков (50+60)
- Вторая чешская лига — 49 игр, 39 очков (19+20)
- Сборная Чехии — 37 игр, 12 очков (5+7)
- Всего за карьеру — 1320 игр, 661 очко (298+363)

## Семья
Сын Вацлава Скухравы Матей (род. 09.12.2003 г.) — хоккеист, играет в нападении за юниорскую команду «Карловы-Вары» (до 16 лет).Сын Якуб 07.12.2006.Играет за команду Карловы-Вары до 16лет.